# 岐阜県立加茂高等学校七宗分校
岐阜県立加茂高等学校七宗分校（ぎふけんりつかもこうとうがっこう　ひちそうぶんこう）とは、かつて岐阜県加茂郡七宗村にあった公立の高等学校の分校。

## 概要
加茂高等学校の定時制の分校であった。県立高等学校の分校であったが、設置者は七宗村であった。
1960年（昭和35年）に武義高校津保谷分校と統合。武儀郡武儀村上之保村加茂郡七宗村三カ村組合立中濃高等学校の新設により廃校。

## 沿革
- 1948年（昭和23年）
  - 10月15日[注釈 3] - 武儀郡神渕村に美濃町立美濃高等学校の分校の設置が認可される。
  - 11月15日 - 美濃町立美濃高等学校神渕分校として開校。設置者は神渕村。定時制高校であり、農業科、被服科を設置。
- 1950年（昭和25年）4月1日 - 美濃高等学校が岐阜県立武義高等学校に統合され廃校。神渕分校は加茂高等学校に移管され加茂高等学校神渕分校に改称する。
- 1954年（昭和29年）4月1日 - 定時制農業科、被服科を廃止。定時制普通科を設置。
- 1955年（昭和30年）2月11日 - 武儀郡神渕村と加茂郡上麻生村が合併し、加茂郡七宗村が発足。設置者は七宗村となり、同時に岐阜県立加茂高等学校七宗分校に改称する。神渕中学校の旧校舎を神渕小学校敷地内に移築し、加茂高等学校七宗分校の独立校舎とする。
- 1960年（昭和35年）9月16日 - 武儀郡武儀村、上之保村、及び加茂郡七宗村で学校組合を結成。武義高校津保谷分校と加茂高校七宗分校が統合され、武儀郡武儀村上之保村加茂郡七宗村三カ村組合立中濃高等学校の新設により廃校。中濃高等学校の所在地が武儀村のため、七宗村から距離が離れていることから、旧・七宗分校の生徒の通学問題が起きる。
- 1961年（昭和36年）4月10日 - 廃校となった加茂高校七宗分校の校舎を利用し、武儀郡武儀村上之保村加茂郡七宗村三カ村組合立中濃高等学校神渕教室を設置。旧・七宗分校の生徒卒業までの当分の間、存続が決まる。
- 1962年（昭和37年）3月31日 - 中濃高等学校神渕教室を廃止。